# بییافرانکا د لس کابایرس
بییافرانکا د لس کابایرس (به اسپانیایی: Villafranca de los Caballeros) یک شهرستان در اسپانیا است که در استان تولدو واقع شده‌است.

## خصوصیات
بییافرانکا د لس کابایرس ۱۰۷ کیلومترمربع مساحت و ۵٬۳۲۷ نفر جمعیت دارد و ۶۴۳ متر بالاتر از سطح دریا واقع شده‌است.